# Munot (Schiff, 1998)
Die Munot ist das jüngste Schiff der Schweizerischen Schifffahrtsgesellschaft Untersee und Rhein (URh), mit Heimathafen Schaffhausen.

## Geschichte
Die alte Munot aus dem Jahre 1936 war dem Verkehrsaufkommen auf dem Untersee und Rhein nicht mehr gewachsen. Die Schweizerische Schifffahrtsgesellschaft Untersee und Rhein entschloss sich deshalb, das Schiff durch ein neues Schiff zu ersetzen. Die Munot wurde 1997 an den Reiseunternehmer Jan Hofstra in den Niederlanden verkauft. In einer aufwendigen Überführung wurde das Schiff in seinen neuen Heimathafen Drachten transportiert. Von dort wurde es für Ausflugsfahrten in ganz Europa eingesetzt. Ab 2013 wurde es erneut zum Verkauf angeboten, 2017 ging es in den Besitz von SRF Shipbuilding in Harlingen über.
Die Jungfernfahrt der neuen Munot, welche in der Bodan-Werft gebaut wurde, fand am 28. Juni 1998 statt.

## Namensgebung
Das Schiff ist nach der Festung Munot benannt, welche über der Altstadt und der Schifflände von Schaffhausen thront.

## Technische Details

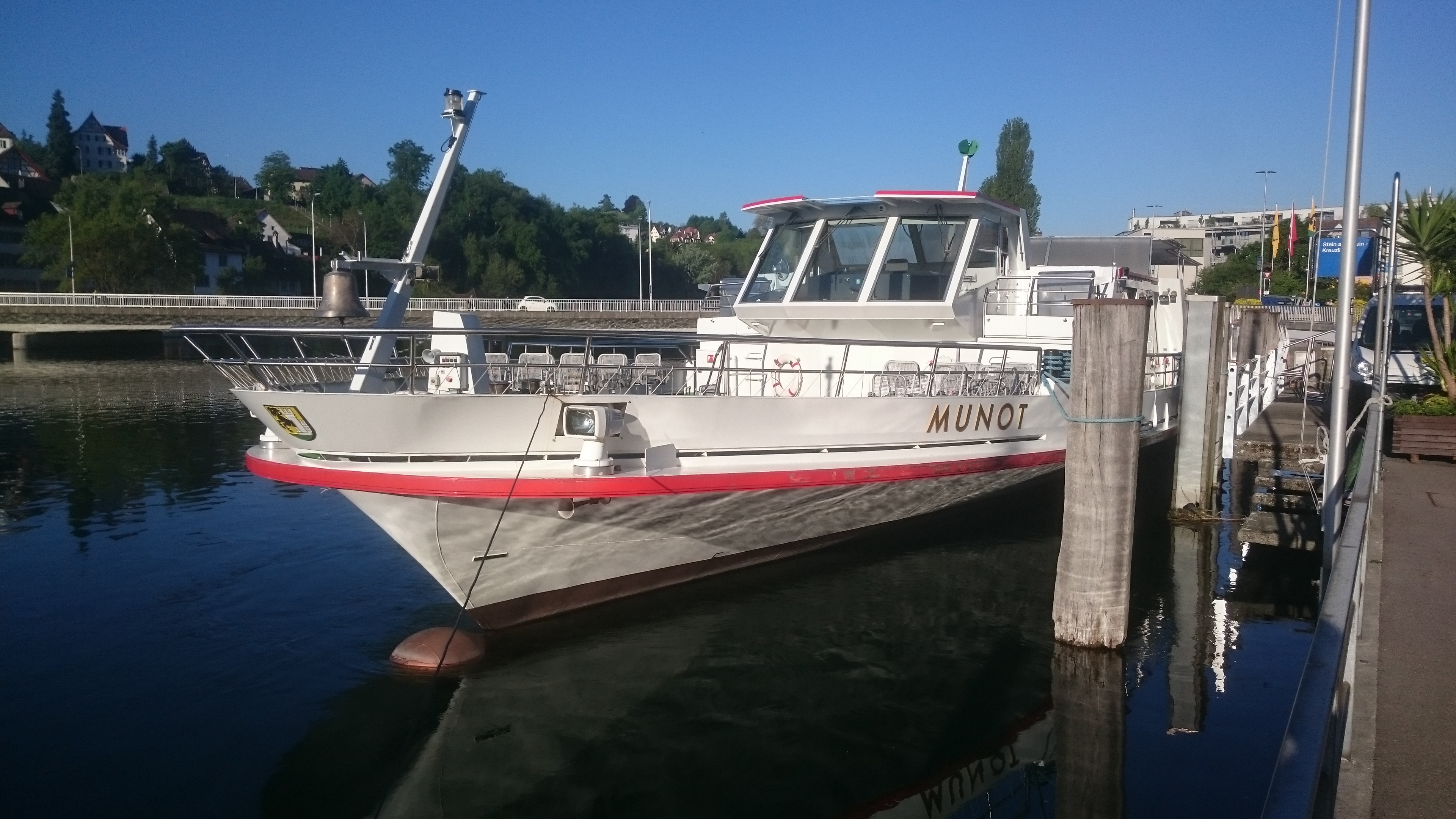
Die MS Munot mit Wulstbug an der Schifflände in Schaffhausen.

Die Munot ist in den Dimensionen ähnlich der Arenenberg. Sie unterscheidet sich jedoch durch das abgerundete Bugdeck, das schnittige Steuerhaus und den auffälligen Wulstbug deutlich von den anderen drei grossen URh-Schiffen.
Um auch bei Hochwasser die Durchfahrt unter der Rheinbrücke Diessenhofen–Gailingen zu gewährleisten, lassen sich, wie bei allen URh-Schiffen ausser der Konstanz, das Dach des Steuerhauses sowie das Sonnendach absenken.
Das Schiff bietet insgesamt 335 Passagieren einen Sitzplatz, davon befinden sich 104 Plätze im Saal. 94 Aussenplätze sind gedeckt und 137 ungedeckt.